# Kuna zlatica
Kuna zlatica (lat. Martes martes) rasprostranjena je po svim šumovitim predjelima sjeverne polovice Staroga Svijeta. U Europi je stalni stanovnik Skandinavije, Rusije, Engleske, Njemačke, Francuske, Mađarske, Italije, cijelog Balkana, Bugarske, Rumunjske i Poljske.
Na području jugoistočne Europe najbrojnija je u planinskim predjelima, u kojima postoje stare šume s debelim stablima. U sredogorju je rjeđa, a u nizini je skoro potpuno iščezla. 1961. ustrijeljeno je ili uhvaćeno ukupno 3240 jedinki.
- Bosna i Hercegovina – 870
- Crna Gora – 470
- Hrvatska – 680
- Makedonija – 260
- Slovenija – 400
- Srbija – 560

U duljinu naraste 50-55 cm, rep je oko 35 cm dug, vagnuti može 1,5-1,8 kg. Po gornjem dijelu tijela dlaka krzna joj je tamno smeđe boje, na njuški svijetlo smeđa, sa strana i po trbuhu žućkasta, na nogama crno-smeđa. Na donjoj strani vrata nalazi se pjega obraštena dlakom zlatno-žute boje, po kojoj je zlatica i dobila ime. 
Neki puta pruža se taj žuti dio između prednjih nogu, rjeđe i dalje do zadnjih nogu.
Na gornjoj usni poredane su čekinje »brkovi« u po četiri reda, osim njih nalazi se po nekoliko čekinja iznad očiju, ispod brade i po grlu. Te čekinje služe za opip. Zimska dlaka je u pravilu tamnija. Tabani i jagodice prstiju su obrasli dlakom.
Zlatica se zadržava u šumama listača i četinjača; prava je životinja krošanja drveća i penje se po njima vrlo vješto. Stanuje u dupljama šupljih stabala, u napuštenim gnijezdima vjeverica, ptica grabljivica, rjeđe se nastani u pukotinama špilja ili u podzemnim rupama.
Preko dana u pravilu miruje, pred večer izlazi u lov i lovi tokom cijele noći. Plijen su joj sve životinje koje može savladati, od nejakog laneta i zeca sve do miša, od tetrijeba gluhana do sitne pjevice. U stanju je zaklati i odraslu, od zime oslabljenu srnu. Glavni dio plijena sačinjavaju sitni sisavci, pogotovo glodavci koji žive na stablima, vjeverice i puhovi. Pljačka gnijezda ptica, voli med i slatke plodove (trešanja, šljiva, malina i šumskoga drveća).
Jedna je od rijetkih životinja koje love zbog čiste zabave.
Pari se jedan puta godišnje, od VI-VIII mjeseca, no može se znakove parenja primijetiti i u I-II mjesecu. Ta pojava je u vezi s postojanjem embriotenije kod zlatice. Ženka nosi oko 260-305 dana. Mlade nalazimo od III-IV mjeseca, u jednom leglu 3-5 mladunaca (neki puta i po 7), ženka ima 4 sise. Mladi ostaju slijepi 34-38 dana, sišu 7-8 tjedana. Spolno dozriju u dobi između 15-39 mjeseci. Životni vijek kune zlatice iznosi 10-12 godina.
Krzno joj je prvorazredne kakvoće, u planini ostaje dlaka čvrsta sve do u drugu polovicu mjeseca travnja.

## Poveznice
- kuna bjelica

## Drugi projekti
|  | Zajednički poslužitelj ima stranicu o temi Kuna zlatica |
|  | Wikivrste imaju podatke o taksonu Kuni zlatici          |